# Wyoming (Minnesota)
Pour les articles homonymes, voir Wyoming.
Wyoming est une ville située dans l'État du Minnesota, aux États-Unis.